# Bäckmurkling
Bäckmurkling (Vibrissea truncorum) är en svampart som först beskrevs av Alb. & Schwein., och fick sitt nu gällande namn av Elias Fries 1822. Bäckmurkling ingår i släktet Vibrissea och familjen Vibrisseaceae.  Arten är reproducerande i Sverige. Inga underarter finns listade i Catalogue of Life.

## Källor

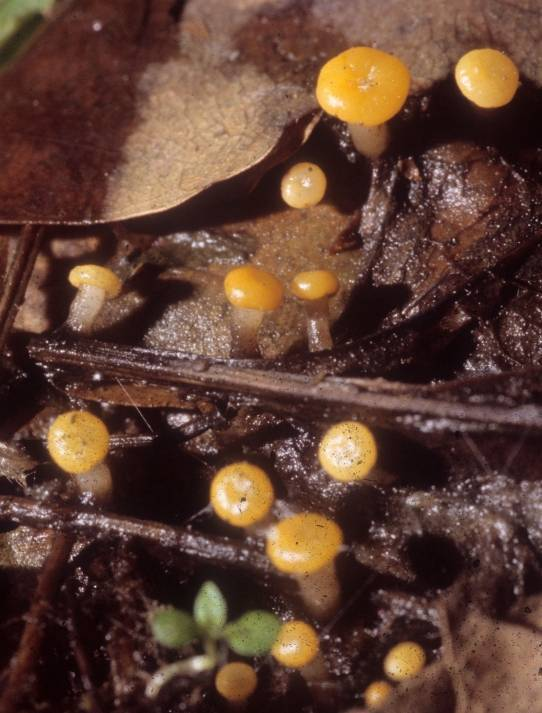
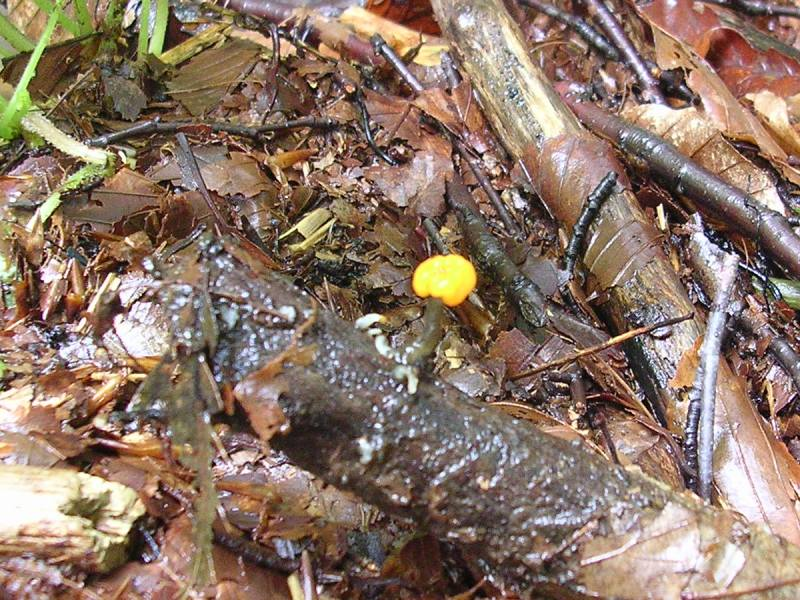